# Шпиллар, Ярослав

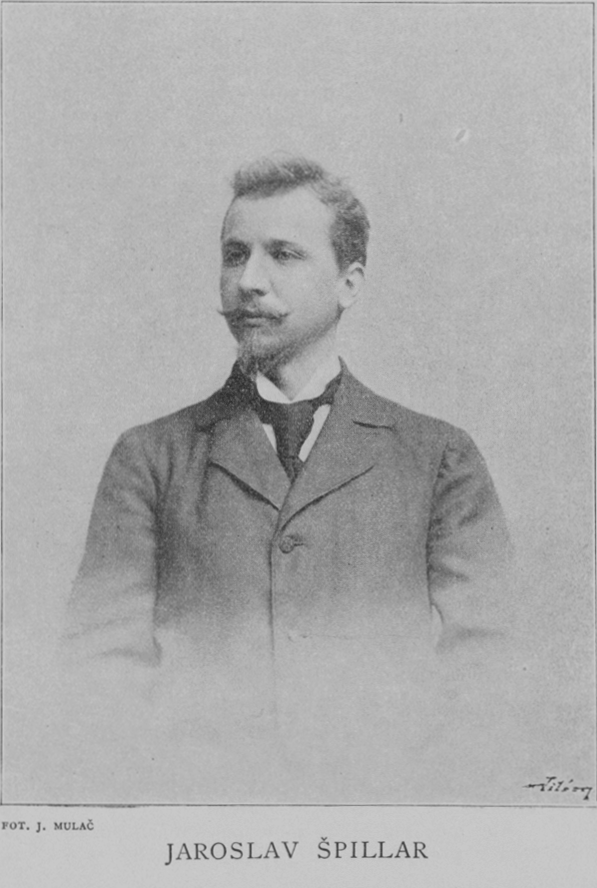
Ярослав Шпиллар в 1899 г.

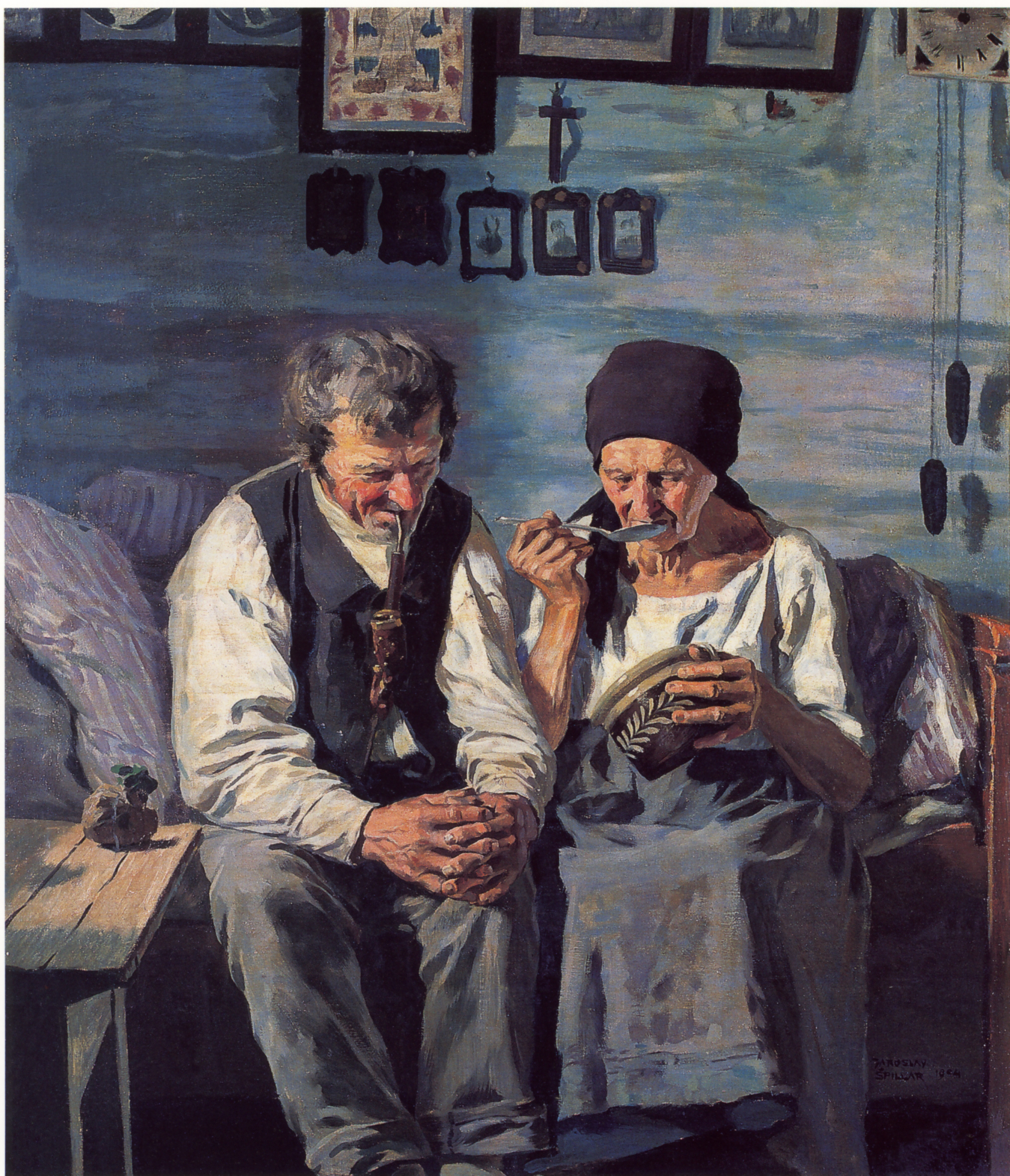
Я.Шпиллар Старость (1904)

Ярослав Шпиллар (чеш. Jaroslav Špillar, 11 октября 1869, Пльзень — 20 ноября 1917, Добржани) — чешский художник.

## Жизнь и творчество
Ярослав Шпиллар был старшим братом художника Карела Шпиллара. В 1885 году он поступил в пражскую Школу прикладного искусства, где учился у профессоров Франтишека Женишка и Якуба Шиканедера. С 1887 по 1890 год он продолжил своё образование а Академии изящных искусств. В 1891 году он открыл для себя красоту Южной Чехии, её богатую народную культуру и переезжает сюда, сначала в Постржеков, а затем в Печ под Черховем.
Я. Шпиллар много путешествовал: он совершил поездки в Италию, в Париж, в Румынию, где в Яссах в 1893 году расписывал церковь, в Болгарию, и неоднократно — в Мюнхен. В 1904 году у художника появились признаки психиатрического заболевания, которое со временем всё усиливалось и мешало его творчеству. Скончался в психиатрической больнице.
Как художник при жизни был успешен. Как правило, писал жанровые реалистические полотна, отражавшие народную жизнь в Южной Чехии. Работы Я. Шпиллара имеют также и этнографическую ценность, так как изображают многочисленные местные обычаи и обряды. В Домажлице создана Галерея Шпиллар, где хранятся картины Ярослава и его братьев Карела и Рудолфa.

## Полотна (избранное)
- Старуха
- Шарманщик в гостях
- Старость
- Недоразумение
- Сельский фотограф
- В Прстржекове
- Ходицкая свадьба
- Сочувствие
- На барщине
- Брошенная невеста
- Сын художника
- Сельский врач у больного мальчика
- Женщина в мехах
- Выкапывание картофеля
- Сбор хвороста